# Galileo Ferraris

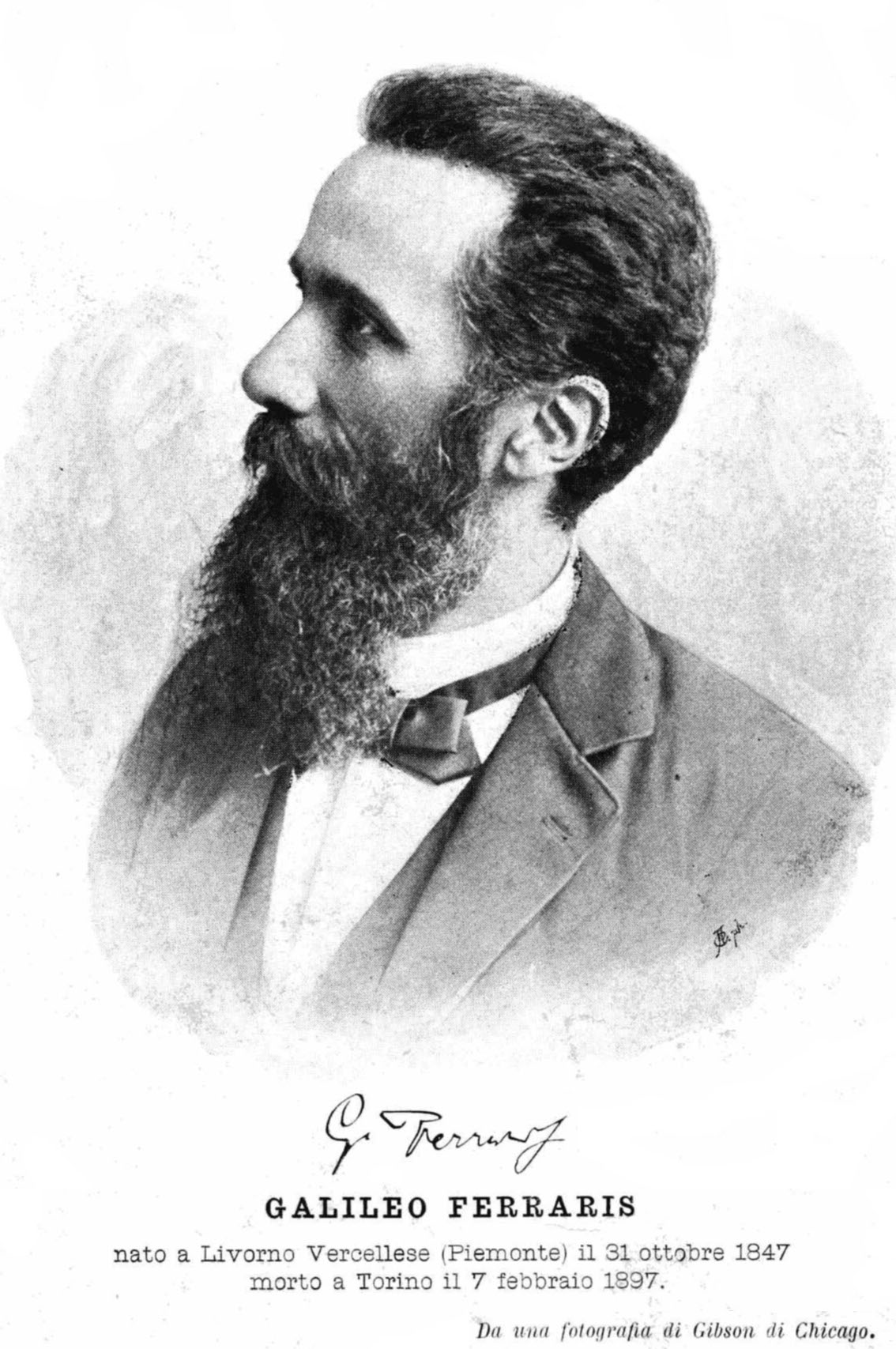
Galileo Ferraris

Galileo Ferraris (* 31. Oktober 1847 in Livorno Vercellese, ihm zu Ehren Livorno Ferraris genannt; † 7. Februar 1897 in Turin) war ein italienischer Ingenieur und Physiker.

## Leben und Werk
Ferraris, Sohn eines Apothekers, wurde nach seinem Ingenieurs-Abschluss 1870 Assistent von Giovanni Codazza für Technische Physik am Reale Museo Industriale Italiano in Turin, das später Teil des heutigen Politecnico di Torino wurde. 1880 wurde Ferraris selbst ordentlicher Professor der Physik. 1886 bis 1887 richtete er in Turin die erste elektrotechnische Ingenieurschule Italiens ein. Er war bei mehreren Elektrotechnik-Kongressen Vertreter Italiens sowie Präsident der Italienischen Elektrotechnischen Gesellschaft.
Seine wissenschaftliche Arbeit beschäftigte sich vor allem mit elektrischer Kraftübertragung, Transformatoren sowie Wechselstrom- und Drehstromtechnik.
Nach Galileo Ferraris wurde der Ferraris-Zähler benannt, ein auf dem Wirbelstromprinzip basierender Stromzähler. Diese weitverbreiteten Energiemessgeräte sind an der horizontal rotierenden Scheibe, dem Ferrarisläufer, leicht zu erkennen.
Im Jahr 1886 wurde er zum Mitglied der Leopoldina gewählt. 1896 folgte seine Ernennung zum Senator des Königreiches.
Ferraris arbeitete seit 1885 am Drehstromsystem und beschrieb seine Ergebnisse im April 1888 in einer Veröffentlichung an die Königliche Akademie der Wissenschaften in Turin. Später im selben Jahr meldete Nikola Tesla einen Drehstrommotor zum Patent an, welches er später an Westinghouse Electric verkaufte. Nach einem längeren Rechtsstreit um die Urheberschaft wurde das Patent schließlich 1905 von einem US-amerikanischem Gericht Westinghouse zugesprochen.
Ferraris starb 1897 im Alter von nur 49 Jahren an einer Lungenentzündung.

## Veröffentlichungen (Auswahl)

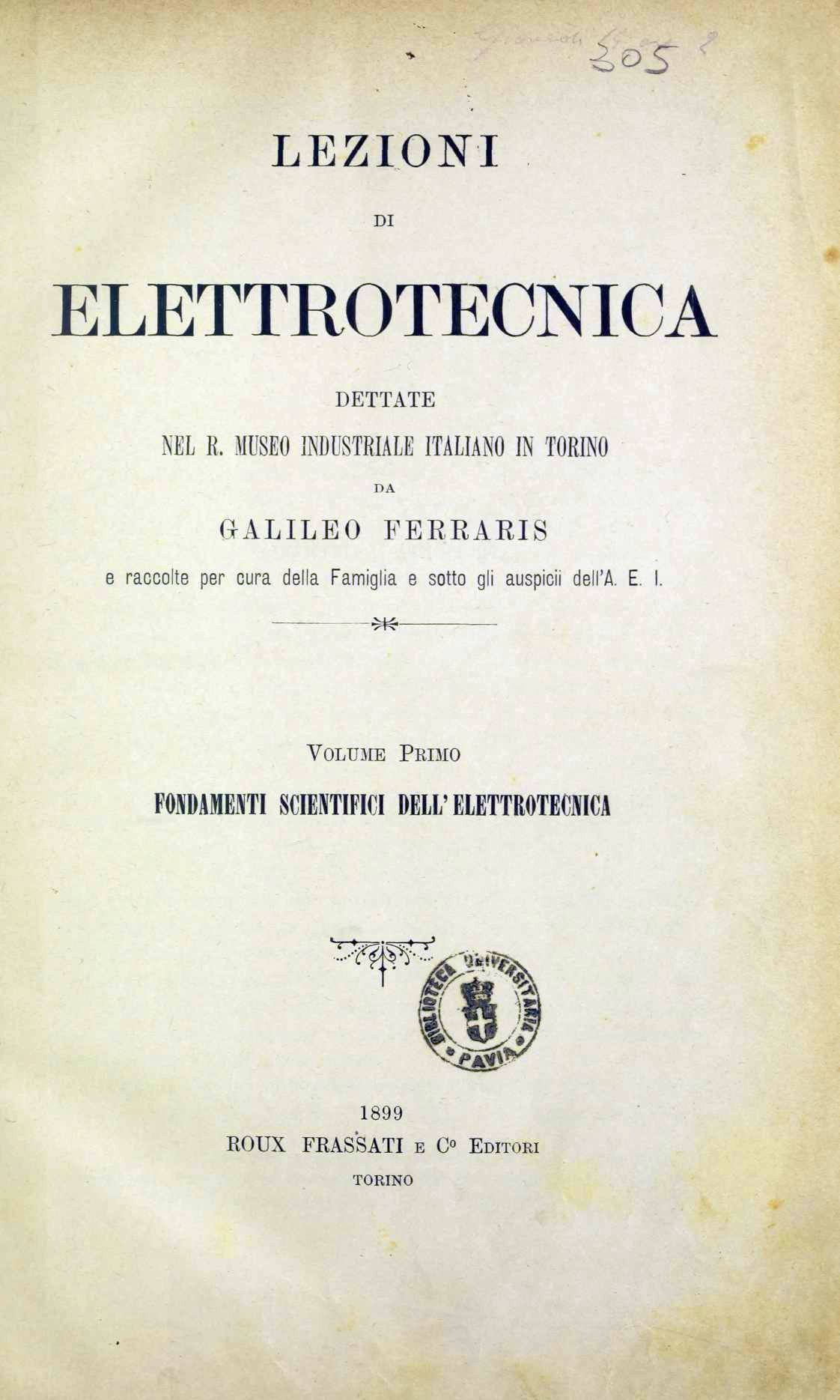
Fondamenti scientifici dell'elettrotecnica, 1899

- Wissenschaftliche Grundlagen der Elektrotechnik. (dt. von Leo Finzi, Leipzig: Teubner 1901)[5]